# Club Atlético Alumni (Casilda)
El Club Atlético Alumni es un club de fútbol argentino, de la ciudad de Casilda en la provincia de Santa Fe. 
Fue fundado el 4 de agosto de 1907, es uno de los tres clubes fundadores de la Liga Casildense de Futbol en 1911, siendo hoy en día el único existente.   
Proviene de la liga regional Liga Casildense de Futbol, de la 5.ª categoría para los clubes indirectamente afiliados a la AFA, en donde es el máximo campeón con 18 títulos.

## Historia

### Fundación
El club fue fundado el 4 de agosto de 1907, siendo uno de los pioneros del deporte de la ciudad. Entre los nombres que estaban en el acta fundacional del club se encontraba el de Juan Light, fundador que se convertiría en el primer presidente de la institución. Rápidamente comenzó la práctica del fútbol y boxeo en el club.

### Primeros años
El 20 de septiembre de 1911, se reunieron en la sede del club junto con los dirigentes de los clubes Central Argentino y Estudiantes de Agricultura, para dar origen a la Liga Casildense.
El club fue predominante de los primeros campeonatos al ganar las primeras cuatro temporadas, logrando mantenerse durante las siguientes décadas como el más galardonado.

### Llegada a la AFA
A partir de 1980, la liga comenzó a tener representación en los certámenes de la AFA, por medio del Torneo Regional, donde participaban los campeones de las ligas regionales. A dicho torneo, el club logró clasificarse al ganar su catorceno campeonato de la liga en 1981.
El 1 de noviembre de 1981 hizo su debut en el fútbol argentino, visitando en Rosario a Renato Cesarini, donde cayó por 2 a 0. A la semana, recibió a los rosarinos y cayó por 3 a 0, quedando rápidamente eliminado del torneo.
Tras más de una década, el club volvió a ser partícipe del fútbol argentino en el Torneo Argentino B. El 22 de octubre de 1995, logró su primer triunfo en la AFA, al vencer por 1 a 0 a Empalme de Villa Constitución, por la fecha 2 de la fase de grupos de la Región Litoral, la cual no lograría superar.

### En el Torneo del Interior
En 2007 participó del Torneo del Interior, correspondiente a la quinta división de la AFA. El 21 de enero hizo su debut en el torneo venciendo por 2 a 1 a Coronel Aguirre en General Gálvez, con goles de Leonel Cubré. A la semana logró su primera goleada, al vencer por 4 a 0 a Teodelina, con los goles Ávila, Cubré, Pirchio y Aloisio. De esta forma, logró superar la Zona 11 al quedar segundo. Sin embargo, no pudo ante Paraná y quedó eliminado en la primera etapa eliminatoria.
En el torneo de 2008, no logró superar la fase de zonas, al quedar último en la Zona 36 junto a Independiente de Villa Constitución, al único equipo que logró vencer en el torneo.

### Actualidad
En el Apertura 2024 finalizó en el tredécimo puesto luego de una floja campaña, quedando fuera de los playoffs. En el Clausura logró el segundo lugar y se clasificó a octavos de final del campeonato.

## Instalaciones

### Polideportivo (Ubicado en calle Bv. Argentino 1745)
- Estadio de Futbol (capacidad para 7000 personas)
- 5 Canchas de fútbol - Divisiones inferiores
- 4 canchas de tenis
- Cancha de hockey sobre césped sintético
- 2 espejos de agua

### Sede (Ubicada en calle Dante Alighieri 2253)
- Estadio de Básquet "Planchado Marcuzzi"
- Gimnasio
- Dos canchas de bochas sintéticas
- Pileta de Natación climatizada
- Salón para práctica de artes marciales
- Salón para práctica de boxeo
- Cancha de vóley
- Quincho de usos múltiples
- Conserjería
- Mutual

Ingreso PolideportivoIngreso Polideportivo
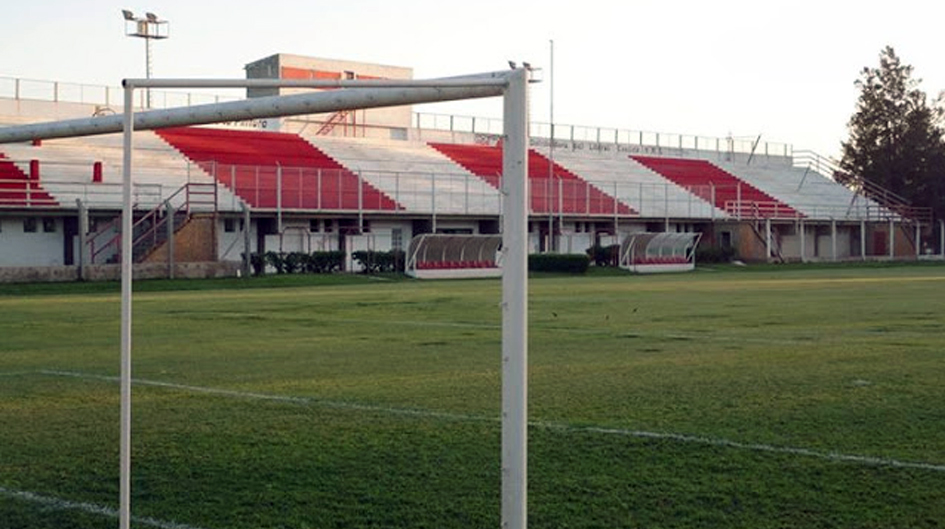
Estadio
Hockey césped sintéticoHockey césped sintético

## Datos del club

### Temporadas
- Temporadas en segunda categoría: 1
  - Temporadas en Torneo Regional: 1 (1982)
- Temporadas en cuarta categoría: 1
  - Temporadas en Argentino B: 1 (1995-96)
- Temporadas en quinta categoría: 2
  - Temporadas en Torneo del Interior: 2 (2007-2008)

## Palmarés
Alumni es el máximo ganador en Liga Casildense de Fútbol con 18 campeonatos
| 1911 | 1912 | 1913 | 1914 | 1925 | 1930 | 1932 | 1946 | 1947 |
| 1950 | 1951 | 1961 | 1978 | 1981 | 1986 | 1991 | 2008 | 2009 |

## Deportistas célebres
- Lisandro Sacrispanti
- Emanuel Villa
- Franco Armani
- Marcos Pirchio
- Jorge Sampaoli
- Damián Musto
- Enzo Cabrera[11]
- Pablo Vilchez
- Jorge Griffa
- Eduardo Espona[12]
- José Acosta[13]
- Hilario Bravi[14]
- Javier Bulfoni
- Federico Grabich